# Kazan Kremlin Cup 2014
El Kazan Kremlin Cup 2014 fue un torneo de tenis profesional jugado en canchas duras. Se disputó la quinta edición del torneo que formó parte del circuito ATP Challenger Tour 2014. Se llevó a cabo en Kazán, Rusia entre el 10 y el 16 de marzo de 2014.

## Jugadores participantes del cuadro de individuales
| Favorito | País                  | Jugador           | Rank1 | Posición en el torneo |
| -------- | --------------------- | ----------------- | ----- | --------------------- |
| 1        | Bandera de Alemania   | Michael Berrer    | 132   | FINAL                 |
| 2        | Bandera de Rusia      | Andrey Kuznetsov  | 149   | Semifinales           |
| 3        | Bandera de Lituania   | Ričardas Berankis | 151   | Cuartos de final      |
| 4        | Bandera de Eslovaquia | Norbert Gomboš    | 166   | Cuartos de final      |
| 5        | Bandera de Turquía    | Marsel İlhan      | 174   | CAMPEÓN               |
| 6        | Bandera de Uzbekistán | Farrukh Dustov    | 175   | Semifinales           |
| 7        | Bandera de Serbia     | Ilija Bozoljac    | 178   | Segunda ronda         |
| 8        | Bandera de Francia    | Albano Olivetti   | 179   | Cuartos de final      |

| Posición en el torneo   |
| ----------------------- |
| Primera y segunda ronda |
| Cuartos de final        |
| Semifinales             |
| FINAL                   |
| CAMPEÓN                 |

- 1 Se ha tomado en cuenta el ranking del 3 de marzo de 2014.

### Otros participantes
Los siguientes jugadores recibieron una invitación (wild card), por lo tanto ingresan directamente al cuadro principal (WC):
- Baris Erguden
- Timur Kiuamov
- Andréi Rubliov
- Vaja Uzakov

Los siguientes jugadores ingresan al cuadro principal tras disputar el cuadro clasificatorio (Q):
- Dominik Meffert
- Denis Matsukevich
- Jürgen Zopp
- Gilles Müller

Los siguientes jugadores ingresan al cuadro principal con ranking protegido (PR):
- Sergei Bubka

Los siguientes jugadores ingresan al cuadro principal como perdedores afortunados (LL):
- Nikola Mektić

## Jugadores participantes en el cuadro de dobles

### Cabezas de serie
| Favorito | País                 | Jugador         | País                  | Jugador             | Rank1 | Posición en el torneo |
| -------- | -------------------- | --------------- | --------------------- | ------------------- | ----- | --------------------- |
| 1        | Bandera de Australia | Rameez Junaid   | Bandera de Alemania   | Philipp Marx        | 157   | Cuartos de final      |
| 2        | Bandera de Finlandia | Henri Kontinen  | Bandera de Eslovaquia | Michal Mertiňák     | 171   | Semifinales           |
| 3        | Bandera de Rusia     | Victor Baluda   | Bandera de Rusia      | Konstantin Kravchuk | 262   | FINAL                 |
| 4        | Bandera de Alemania  | Dominik Meffert | Bandera de Alemania   | Tim Puetz           | 285   | Cuartos de final      |

- 1 Se ha tomado en cuenta el ranking del 3 de marzo de 2014.

## Campeones

### Individual Masculino
- Marsel İlhan derrotó en la final a  Michael Berrer, 7–66, 6–3

### Dobles Masculino
- Flavio Cipolla /  Goran Tošić derrotaron en la final a  Victor Baluda /  Konstantin Kravchuk, 3–6, 7–5, [12–10]